# Биховський Григорій Борисович
Григорій Биховський (13 лютого 1861, Новгород-Сіверський, Чернігівська губернія — 1936, Київ) — український хірург-онколог. Професор. 

## Життєпис
Закінчив медичний факультет Київського університету (1889). Працював асистентом в хірургічній клініці Ф. К. Борнгаупта.  
У 1893 — організатор і керівник (до 1898) Київської безкоштовної лікарні.  
У 1920 — 1921 — хірург, завідувач хірургічного відділення Центральної робочої лікарні Києва. 
Один із засновників Київського інституту удосконалення лікарів, де в 1922 — 1931 очолював хірургічну клініку, а в 1932 — 1936 — кафедру онкології.  
Організував при Київському рентгенологічному інституті онкологічний диспансер (1932; з 1934 —  онкологічна клініка).  </br> Один із засновників (1927), член правління, а потім і голова Медичної ради київського товариства «Медична допомога», товариш голови Київського хірургічного товариства (з 1930). 

## Наукові роботи
- «До питання про межі лапаротомії». X., 1927;
- «До питання про значення психічного моменту в хірургії» // Віст. хірургії та прикордонних областей. 1928. Т. 13, кн. 37-38;
- «Завдання знеболювання» // ВД. 1929. № 2;
- «Злоякісні новоутворення». X .; К., 1934;
- «Рання діагностика раку шлунка» // ВД. 1936. № 4;
- «Злоякісні новоутворення. Рак товстих кишок. Рак прямої кишки ». К., 1937.